# 城戸裕次
城戸 裕次（きど ゆうじ、1978年2月18日 - ）は、日本の俳優。東京都出身。元A-team所属。キックボクサーの城戸康裕は従弟。拓殖大学商学部経営学科卒業。

## 略歴
1999年に俳優デビュー。2000年、「スーパー戦隊シリーズ」『未来戦隊タイムレンジャー』でアヤセ / タイムブルー役を演じる。その後もドラマ、映画、CMを中心にして活動する。
2002年、浦井健治、柴木丈瑠、友井雄亮、吉岡毅志と共に特撮番組出身俳優による期間限定ユニット「HERO730」を結成し、音楽活動を行う。舞台出演もした。
2006年2月に行われた340プレゼンツ「青祭」にゲストで参加したが、当日は自身の誕生日だったためそこで誕生日祝いをされて非常に感動したという。
2019年11月、Instagramで砂押正輝、青木健、青地洋、真嶋真紀人と共に5人組演劇ユニット「劇団天PASSION」を立ち上げ、2020年に下北沢で旗揚げ公演をすることを発表したが、新型コロナウイルスの影響で延期になった（延期日は未定）。同月には、Pocochaを開設し、ライブ配信を行っている。2021年10月、Pococha配信を1月〜2月12日まで休止を発表。タイムレンジャー22周年に合わせて、復帰。

## 人物
三人兄弟の次男。趣味はスノーボード・格闘技、特技は手品・バスケットボール。煙草はラッキーストライク・ウルトラライトを愛用していたが、2011年に禁煙に成功している。
2014年1月1日、ブログで2歳年下の女性と結婚したことを発表した。同時に突発性難聴を患っていたことを明かした。2020年1月27日、ブログやInstagramで第1子となる男児が誕生したことを発表した。

## 出演

### テレビドラマ
- はるちゃん3（フジテレビ、1999年）
- 未来戦隊タイムレンジャー（2000年2月13日 - 2001年2月11日、テレビ朝日） - アヤセ / タイムブルー 役
- ビューティ7（2001年7月4日 - 9月12日、日本テレビ） - バーテン・ユウジ 役
- バトル・ファミリー〜私、恋します〜（2001年11月26日 - 2002年1月26日、TBS） - 亜弓の彼氏・柳原健太 役
- 探偵家族（日本テレビ）
- 世にも奇妙な物語春の特別編（フジテレビ）
- 西村京太郎トラベルミステリー 超豪華寝台特急「トワイライト」連続殺人事件（2006年1月7日、テレビ朝日） - 三浦浩 役
- 24時間あたためますか? 〜疾風怒涛コンビニ伝説〜（日本テレビ）
- NEXT〜ラストメッセージ〜（関西テレビ）
- 赤かぶ検事京都篇 第6話（TBS）
- ホタルノヒカリ2 第2話（2008年、日本テレビ）
- ゲゲゲの女房（2010年、NHK） - 中野 役
- 霧に棲む悪魔（2011年4月11日 - 7月1日、東海テレビ） - 秋山 役
- 十津川警部シリーズ45 志賀高原殺人事件（2011年10月10日、TBS） - 望月警部 役
- クロヒョウ2 龍が如く 阿修羅編 最終回（2012年4月 - 6月、毎日放送）
- 走馬灯株式会社 第5話（2012年8月6日、TBS）
- 白虎隊〜敗れざる者たち（2013年1月2日、テレビ東京）
- 天皇の料理番（2015年4月 - 7月、TBS） - 鈴木 役
- 月曜ゴールデン「銭の捜査官 西カネ子1」（2016年2月15日、TBS） - 伊藤哲也 役
- 土曜ワイド劇場「特捜7」（2016年2月27日、テレビ朝日）

### 映画
- 修羅雪姫（2001年、松竹・東急） - 松尾 役
- 陰陽師（2001年・東宝）
- 陰陽師II（2003年、東宝） - 博雅の従者 役
- 壬生義士伝（2003年、松竹） - 重臣・並川 役
- 阿修羅城の瞳（2005年、東宝） - 鬼になる浪人 役
- おくりびと（2008年、松竹）
- オーディオシネマ、盗聴探偵物語第1話第2話（2009年）
- カルテット!（2012年1月7日、松竹）
- アイアンガール-IRONGIRL（2012年7月21日、アーク・フィルムズ）
- 天地明察（2012年9月15日、角川映画・松竹）
- 相棒 -劇場版IV- 首都クライシス 人質は50万人! 特命係 最後の決断（2017年2月11日） ‐ ホーク（川瀬隆史） 役
- ラストレシピ〜麒麟の舌の記憶〜（2017年11月3日） - 宮内庁職員 役
- HE-LOW THE FINAL（2022年5月27日）

### ドキュメンタリー番組
- 新渡戸稲造の台湾
〜スーツを着たサムライ2015〜（2015年8月7日、岩手めんこいテレビ・2015年8月22日、BSフジ）

### CM
- NTTドコモ D501i
- 明星食品 一平ちゃん 夜店のやきそば
- NHK BSハイビジョン 加入キャンペーン

### オリジナルビデオ
- スーパー戦隊シリーズ
  - 未来戦隊タイムレンジャー スーパービデオ最強ヒーロー全ひみつ（2000年） - アヤセ / タイムブルー 役
  - 未来戦隊タイムレンジャーVSゴーゴーファイブ（2001年） - アヤセ / タイムブルー 役
- 新・湾岸ミッドナイト
- 実録日本ヤクザ抗争史・鯨道4残侠譜

### 舞台
- HERO730 LIVE STAGE 2002「コンビニスペクタル お弁当温めますか?」
- HERO730 LIVE STAGE 2003「Marriage Swindlers 結婚詐欺株式会社」
- 麻丘めぐみプロデュース「ラスト・ノート」
- 畳屋バラッド
- PROPAGANDA STAGE「birth」（2003年12月、東京芸術劇場小ホール1） - 高塚優輝 役
- オリジナル朗読劇ポエティック・シンフォニー「Just After the Rain」[9]
- シアタードリームズ・カンパニー第7回「Canon」
- シアタードリームズ・カンパニー第10回「えにし」
- シアタードリームズ・カンパニー第11回「doubt!」
- シアタードリームズ・カンパニー第13回「Ties〜2007」
- 大江戸に降る雪（2009年1月）
- ベニバラ兎団　世界を終わりに近づける愛の魔法（2010年1月新宿Theater BRATS）
- ベニバラ兎団　Cabaretカルチェ・ラタン！1950（2010年9月新宿シアターモリエール）
- ベニバラ兎団　うさぎの素（2010年8月渋谷Glad）
- ベニバラ兎団　レスラーボーイズ（2011年1月下北沢「劇」小劇場）
- ｍinako-太陽になった歌姫ー（2017年シブゲキ）

### CD
- ドラマCD盗聴探偵物語 第3話〜第6話 ｰ 芝山順役